# Jack Earle
Jacob Rheuben Ehrlich, conocido popularmente como Jack Earle, (Denver, Colorado, 3 de julio de 1906-El Paso Texas, 18 de julio de 1952) fue un actor secundario estadounidense de cine mudo y artista circense. 

## Trayectoria
Su primera actuación fue en el film de 1923 Hansel y Gretel, seguido por Jack y las habichuelas mágicas (1924). Abandonó el cine al caerse de un andamio durante un rodaje, rompiendo la nariz y perdiendo visión. El médico descubrió un tumor en la pituitaria que presionaba el nervio óptico. Recibió durante varios meses un tratamiento con rayos X. Recuperó la vista pero se especula que el tratamiento detuvo su crecimiento.
Debido a su gigantismo, Earle fue durante unos años el hombre más alto del mundo, hasta su muerte: llegó a medir 2,32 m (7′ 7″). Durante 14 años, viajó con el Circo Ringling Bros. and Barnum & Bailey. Quiso alistarse durante la II Guerra Mundial pero fue rechazado por su excesiva estatura. Luego se convirtió en un vendedor y relaciones públicas de una empresa de vinos, historia de la cual hace referencia Tom Waits en la canción Get Behind The Mule, antes de retirarse a vivir a El Paso (Texas) donde pintaba, esculpía y en sus ratos libres visitaba centros para niños necesitados donde les contaba cuentos de gigantes mágicos.